# 国家地方警察栃木県本部
国家地方警察栃木県本部（こっかちほうけいさつとちぎけんほんぶ）は、旧警察法時代に存在した栃木県の都道府県国家地方警察で、自治体警察を設けない地域を管轄区域とする。また国家地方警察東京警察管区本部の行政管理を受ける。1954年（昭和29年）の新警察法の公布により廃止され、新たに都道府県警察として栃木県警察本部が発足した。

## 組織
1948年（昭和23年）時点
- 総務部
  - 秘書調査課、会計課
- 警務部 　 
  - 人事装備課、教養課
- 刑事部 　 
  - 捜査課、鑑識課、防犯統計課
- 警備部 　 
  - 警備課、交通課、通信課

## 地区警察署
1948年（昭和23年）時点
- 宇都宮地区警察署
- 栃木地区警察署
- 足利地区警察署
- 鹿沼地区警察署
- 真岡地区警察署
- 烏山地区警察署
- 小山地区警察署
- 石橋地区警察署
- 佐野地区警察署
- 茂木地区警察署
- 黒磯地区警察署
- 矢板地区警察署
- 大田原地区警察署
- 今市地区警察署
- 川西地区警察署

## 県内の自治体警察
- 宇都宮市警察
- 栃木市警察